# Nounours des Gobelins

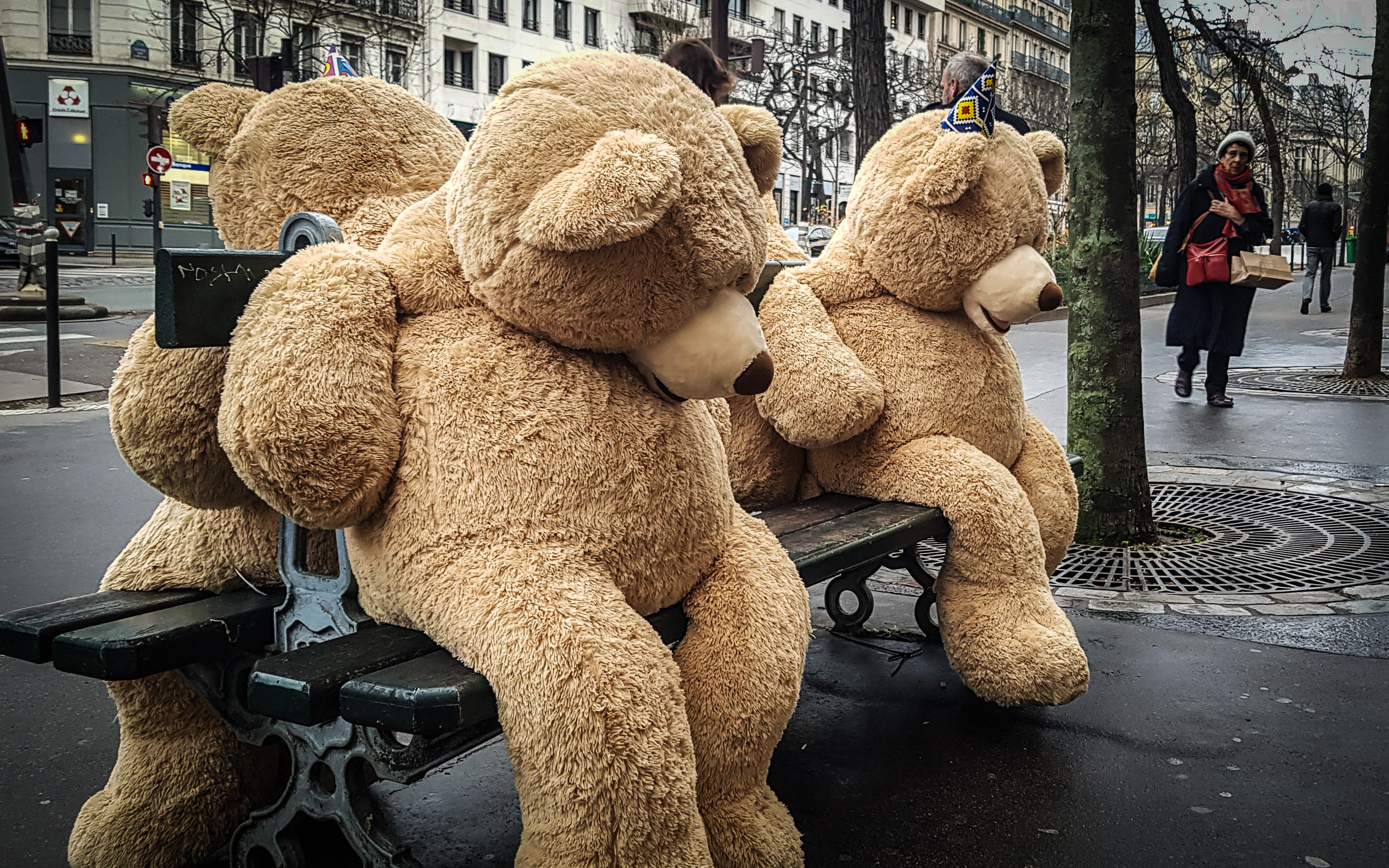
Nounours assis sur un banc de l’avenue des Gobelins à Paris en décembre 2018.

Les nounours des Gobelins est une installation artistique itinérante d’ours en peluches géants mise en œuvre, à l’origine, dans le quartier des Gobelins dans le 13e arrondissement de Paris, par le libraire Philippe Labourel depuis octobre 2018.

## Histoire

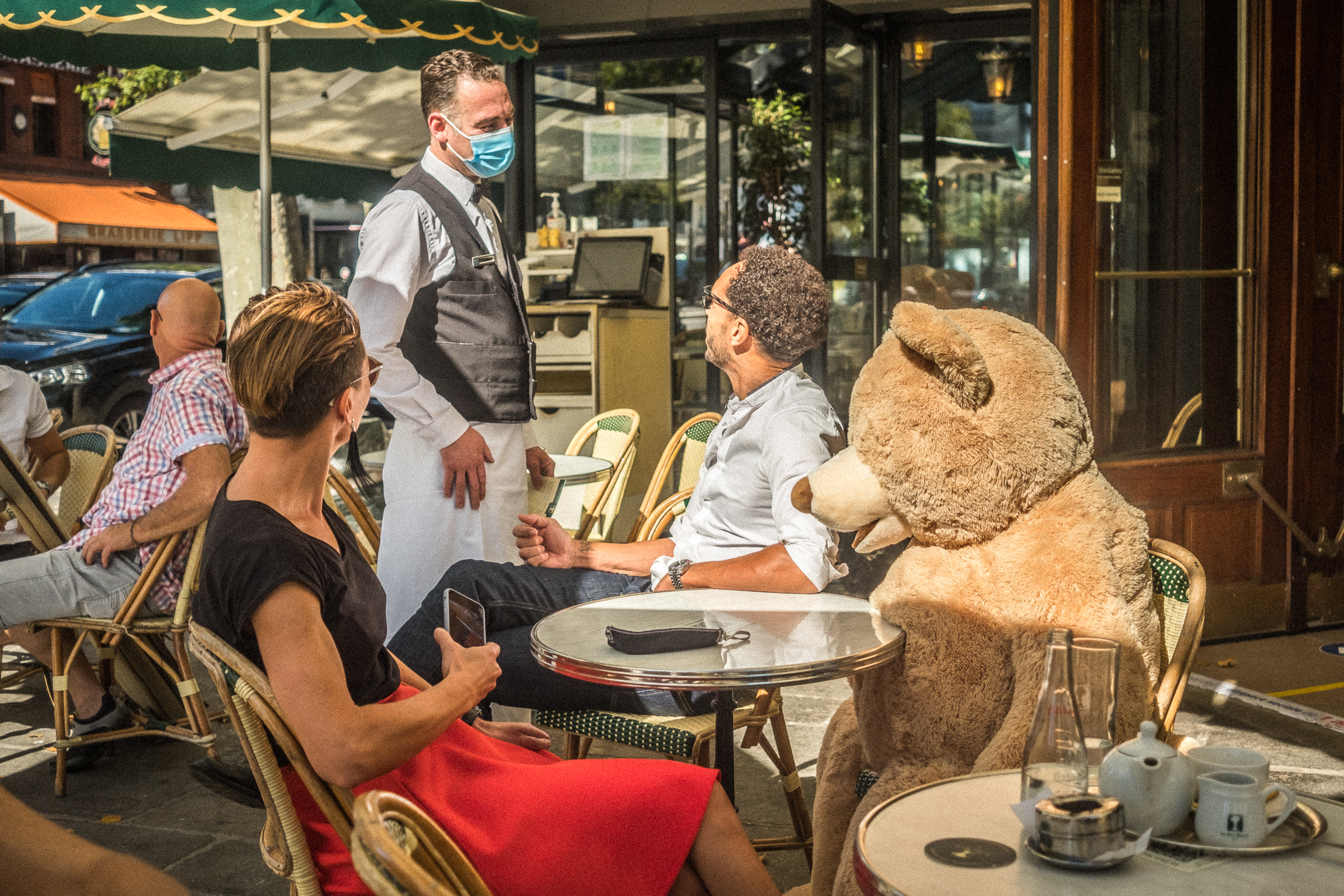
Un nounours des Gobelins attablé aux Deux Magots à Paris en août 2020.

En octobre 2018, Philippe Labourel, propriétaire d’un magasin de journaux-librairie à l’enseigne du Canon de la Presse, situé 25, avenue des Gobelins à Paris, soutenu par quelques amis commerçants, dont le caviste, le pharmacien et le patron du Café de la Manufacture pour le noyau dur, installe aux abords de quelques commerces des peluches géantes (1,34 m pour 4,9 kg) qu’il met en scène. 
Le but est « d’amener humblement le sourire aux riverains et combattre la morosité » et « que les gens se parlent ».
Devant le succès rencontré auprès de la population et des autres commerçants, Philippe Labourel a distribué gratuitement de nombreux exemplaires de ces ours en peluche, à la condition qu’ils soient installés dans un lieu visible du public et mis en situation : « Le pharmacien met à l’animal une blouse blanche, chez le libraire il lit, on le retrouve conduisant une voiture chez le concessionnaire. »
Un compte Instagram avec plus de 30 000 abonnés et un compte Facebook suivi par 39 905 personnes ont été ouverts, où chacun peut envoyer ses photographies. L’auteur du cliché le plus liké sur les réseaux sociaux gagne l’une des peluches.

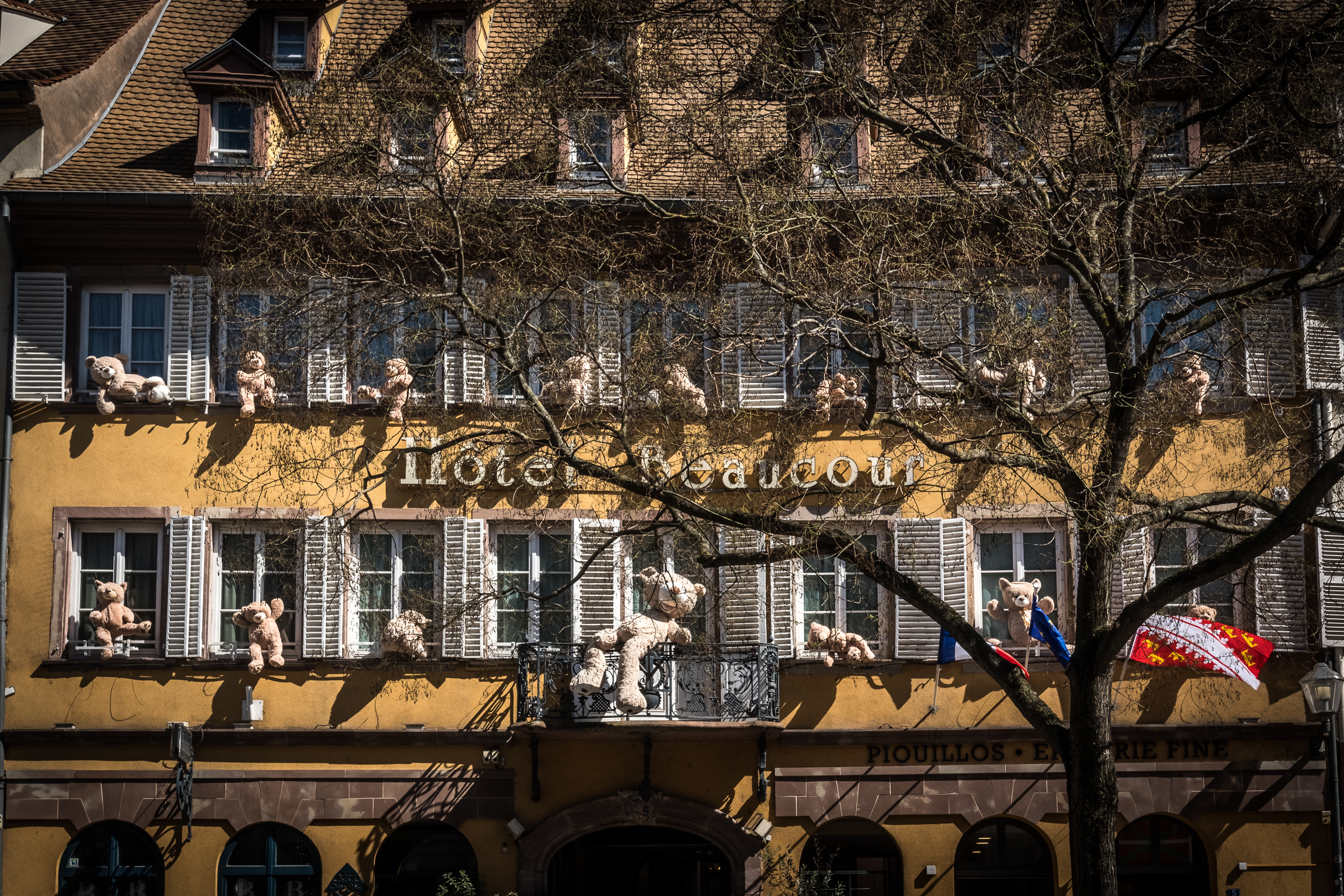
Nounours des Gobelins sur la façade de l’hôtel Beaucour à Strasbourg en avril 2021.

Prévue à l’origine pour ne durer que quelques mois, l’opération devait se conclure le 12 janvier 2019 par un pot de départ géant et officiel à l’occasion du mariage de deux nounours, qui a été organisé à la mairie du 13e, avec le maire Jérôme Coumet. 
Cette installation a cependant perduré après l’apparition de la pandémie de Covid-19, lorsque ces peluches ont été installées aux fenêtres du quartier en signe de remerciement au personnel hospitalier pendant la première vague depuis le mois de mars 2020.
Par la suite, de nombreux propriétaires de bars et restaurants les ont installés à leur tables et terrasses pour marquer les places devant être laissée libres afin de respecter les distances physiques. 
En avril 2021, des nounours des Gobelins occupent des bancs publics, des balcons, des vitrines de commerces, des terrasses de cafés désertées, aussi bien à Paris que dans quelques villes de province (Avignon, Dijon, Le Havre, Rennes, Sète, Strasbourg), et à l’étranger.
Dans le cadre des mesures de distanciation physique et afin de matérialiser les places devant rester inoccupées dans leurs salles de lecture, la bibliothèque Mazarine à Paris et la bibliothèque de Nancy y ont installé des nounours des Gobelins.